# Минарет Хызра
Минарет Хызра (Хызра Пайгамбара, каз. Қызыр мұнарасы) — памятник XVIII—XIX вв. в Шымкенте на территории исторического города Сайрама. Являлся частью мечети Хызра Пайгамбара, от которой к 1920-м годам сохранились только подземное помещение и полуразрушенный минарет. Носит имя пророка (пайгамбара) Хызра, который упоминается в Коране как безымянный спутник Мусы.

## Изучение и охрана
В 1982 году минарет был включен в список памятников истории и культуры Казахской ССР республиканского значения и взят под охрану государства.

## Описание
О первоначальном здании мечети Хызра Пайгамбара достоверных данных не имеется.
Русский востоковед Николай Веселовский, осмотревший памятники Сайрама в XIX веке, писал, что на минарете находилась «небольшая надпись на персидском языке».
Минарет является объектом паломничества и религиозного туризма.